# 贝塔国际证券有限公司
贝塔国际证券有限公司（英語：Beta International Securities Limited）是一家成立于1992年（中央编号：ABN652），总部位于香港的证券公司。持有香港证监会授予的 1、4 号牌照。
2023年12月至2024年5月，它作為承銷商幫助经纬天地、中深建业、天津建发等公司在香港完成上市。

## 贝塔国际证券APP发布
2023年12月推出交易平台“贝塔国际证券”，对交易账户做到整合，仅使用一个账户就能投资全球。